# П'ятихін Іван Гаврилович
П'ятихін Іван Гаврилович (нар. 12 (25) жовтня 1904 року, с. Попасне — 22 травня 1971, Москва) — український радянський льотчик бомбардувальної авіації, воєначальник. Учасник конфлікту на Китайсько-Східної залізниці, Радянсько-фінської та Радянсько-німецької воєн. Герой Радянського Союзу (1940). Генерал-лейтенант авіації (1944).

## Біографія
Іван Гаврилович П'ятихін народився 12 (25) жовтня 1904 року в селі Попасне Куп'янського повіту Харківської губернії Російської імперії (Ізюмського району Харківської області України) в сім'ї залізничника. Росіянин. Член КПРС з 1925 року.
В 1915—1918 рр. навчався в залізничному училищі. В подальшому навчання поєднував з роботою службою в армії.
В 1936 році здав естерном екзамени за десятирічку. В Радянській Армії з 1922 року. В 1930 році закінчив 3-тю воєнну школу льотчиків, а в 1937 році — Вищу льотну-тактичну школу ВВС Радянської Армії. Учасник подій на КСЗД в 1929 році, радянсько-фінляндської війни 1939—1940, Радянсько-німецької війни 1941—1945 років. За успішне командування 15-ю авіаційною бригадою при розгромі лінії Маннергейма, за особисту участь у повітряних боях, в яких було знищено багато живої сили і техніки ворога, полковнику І. Г. Пя'ятихіну указом Президії Верховної Ради СРСР від 7 квітня 1940 року присвоєно звання Героя Радянського Союзу. Нагороджений двома орденами Леніна, трьома орденами Червоного Прапора, орденом Кутузова 2 ступеня, медалями.
Після війни був на командних посадах у Військово-Повітряних Силах СРСР. В 1948 році за станом здоров'я увільнений в запас, але продовжував працювати.
22 травня 1971 року генерал-лейтенант І. Г. П'ятихін помер. Похований в Москві.

## Нагороди
- Медаль «Золота Зірка» (07.04.1940)[1];
- два ордена Леніна (07.04.1940; 06.11.1947);
- три ордени Червоного Прапора (15.01.1940; 17.06.1943; 03.11.1944)[2];
- орден Кутузова 2 ступеня (28.09.1943)[3];
- медалі, в тому числі:
медаль «За бойові заслуги» (28.10.1967);
орден Республіки Тувинської Народної Республіки (09.03.1943).

## Пам'ять
Меморіальна дошка на честь Героя Радянського Союзу І. Г. П'ятихіна встановлена на фасаді школи № 41 в Харкові.